# لوور زاکسون وادن زا ناتسیونال پارک
لوور زاکسون وادن زا ناتسیونال پارک (به آلمانی: Nationalpark Niedersächsisches Wattenmeer) یک منطقهٔ مسکونی در آلمان است که در نیدرزاکسن واقع شده‌است.